# Seznam předsedů Italské biskupské konference
Italská biskupská konference měla od svého vzniku v roce 1952 tyto předsedy: 
- Alfredo Ildefonso Schuster, arcibiskup milánský (1952 - 1953)
- Adeodato Giovanni Piazza, sekretář Konzistorální kongregace (1953 - 1954)
- Maurilio Fossati, arcibiskup torinský (1954 - 1958)
- Giuseppe Siri, arcibiskup janovský (1959 - 1965)
- Výbor kardinálů dočasně zajišťující kolektivní předsednictví: Giovanni Colombo (arcibiskup milánský), Ermenegildo Florit (arcibiskup florentský), Giovanni Urbani (patriarcha benátský) (1965 - 1966)
- Giovanni Urbani, patriarcha benátský (1966 - 1969)
- Antonio Poma, arcibiskup boloňský (1969 - 1979)
- Anastasio Alberto Ballestrero, arcibiskup torinský (18. květen 1979 - 3. červenec 1985)
- Ugo Poletti, Generální vikář Jeho Svatosti pro biskupství Řím (1985 - 1991)
- Camillo Ruini, Generální vikář Jeho Svatosti pro biskupství Řím (březen 1991 - 7. březen 2007)
- Angelo Bagnasco, arcibiskup janovský, od 7. března 2007 do 24. května 2017
- Gualtiero Bassetti, arcibiskup perugijský, od 24. května 2017 do 24. května 2022
- Matteo Maria Zuppi, od 24. května 2022